# Judith (Laurencin)
Pour les articles homonymes, voir Judith.
Judith est un tableau réalisé en 1930 par la peintre française Marie Laurencin. Cette huile sur toile au format vertical représente Judith, l'héroïne du Livre de Judith, dans l'Ancien Testament. Elle figure la jeune femme une main sur sa poitrine nue, tandis qu'elle repousse de l'autre une étoffe multicolore vers le haut. En légère plongée, la composition comprend également, dans son coin inférieur gauche, le buste d'une assistante qui l'aide probablement à se vêtir, et qui a l'air mélancolique, car elle sait sans doute que sa maîtresse s'en va séduire Holopherne pour mieux le décapiter. Don de la Société des amis du musée des Beaux-Arts de Nantes en 1960, l'œuvre est conservée au musée d'Arts de Nantes, à Nantes.